# Utande
Utande – gmina w Hiszpanii, w prowincji Guadalajara, w Kastylii-La Mancha, o powierzchni 19,04 km². W 2011 roku gmina liczyła 42 mieszkańców.